# A bailar (canción)
«A bailar» es una canción interpretada por la cantante y compositora argentina Lali. Se lanzó como el sencillo principal de su álbum debut del mismo nombre (2014). La canción fue lanzada para descarga digital en el sitio web oficial de Lali el 5 de agosto de 2013. Fue coescrita y producida por Espósito, Pablo Akselrad, Luis Burgio y Gustavo Novello de la compañía productora 3musica.

## Actuaciones en directo
Espósito dio su primera actuación en vivo de «A bailar» en su primer show como artista solista el 2 de septiembre de 2013 en La Trastienda Club, Buenos Aires. El 11 de octubre de 2013, Espósito interpretó la canción en el programa The U-Mix Show de Disney Channel, convirtiéndose en su primera presentación televisada. Además, la cantante interpretó la canción en el Festival Emozione 2014 en Caserta, Italia, el 15 de marzo. A lo largo del resto de 2014, interpretó el sencillo en la edición 2014 de Un Sol para los Chicos y en la novena edición de Bailando por un Sueño. Un año después, Espósito interpretó la canción en la final de la décima temporada de Bailando por un Sueño Argentina. En 2016, Espósito interpretó la canción en Laten Argentinos y en la edición 2016 de Un Sol para los Chicos. «A bailar» también formó parte del repertorio de la gira mundial de Espósito, A Bailar Tour.

## Vídeo musical
El video fue lanzado en el canal de YouTube de Espósito el 5 de septiembre de 2014. En el video, se muestra a la cantante bailando en diferentes escenarios. También se puede ver a Lali cantando con un micrófono antiguo. El video ganó en la categoría de «Mejor Video Femenino» en los Premios Quiero 2014.

## Formatos y listas de canciones
| Descarga digital |            |          |  |
| N.º              | Título     | Duración |  |
| 1.               | «A Bailar» | 2:52     |  |

| Digital EP |                 |          |  |
| N.º        | Título          | Duración |  |
| 1.         | «A Bailar»      | 2:52     |  |
| 2.         | «Del otro lado» | 3:41     |  |
| 3.         | «Asesina»       | 3:30     |  |

## Premios y nominaciones
En los Premios Quiero 2014, la canción ganó en la categoría de «Mejor Video Femenino» y recibió una nominación a «Mejor Video Pop». También ganó el premio a «Canción Favorita» en los Kids' Choice Awards Argentina 2014.
| Año  | Premio                        | Categoría            | Resultado |
| ---- | ----------------------------- | -------------------- | --------- |
| 2014 | Kids' Choice Awards Argentina | Canción favorita     | Ganadora  |
| 2014 | Premios Quiero                | Mejor vídeo femenino | Ganadora  |
| 2014 | Premios Quiero                | Mejor vídeo pop      | Nominada  |